# Cedrino
Le Cedrino  (Tzedrinu en langue sarde) est un fleuve qui coule dans la province de Nuoro dans la Sardaigne centro orientale.

## Géographie
Le Cedrino prend sa source sur les pentes des Mont Fumai et du Mont Novo San Giovanni à 1 316 m d'altitude, dans le massif du Gennargentu, près du Supramonte d'Orgosolo où il est connu sous le nom de « Boloriga ».
Après un cours tortueux de 80 km, il se jette dans la mer Tyrrhénienne à Orosei avec une embouchure estuaire fermée pendant les périodes sèches par un cordon sablonneux qui forme une zone marécageuse riche en faune. Cinquième fleuve le plus long de Sardaigne, il est particulièrement riche en eau.

## Lac du Cedrino

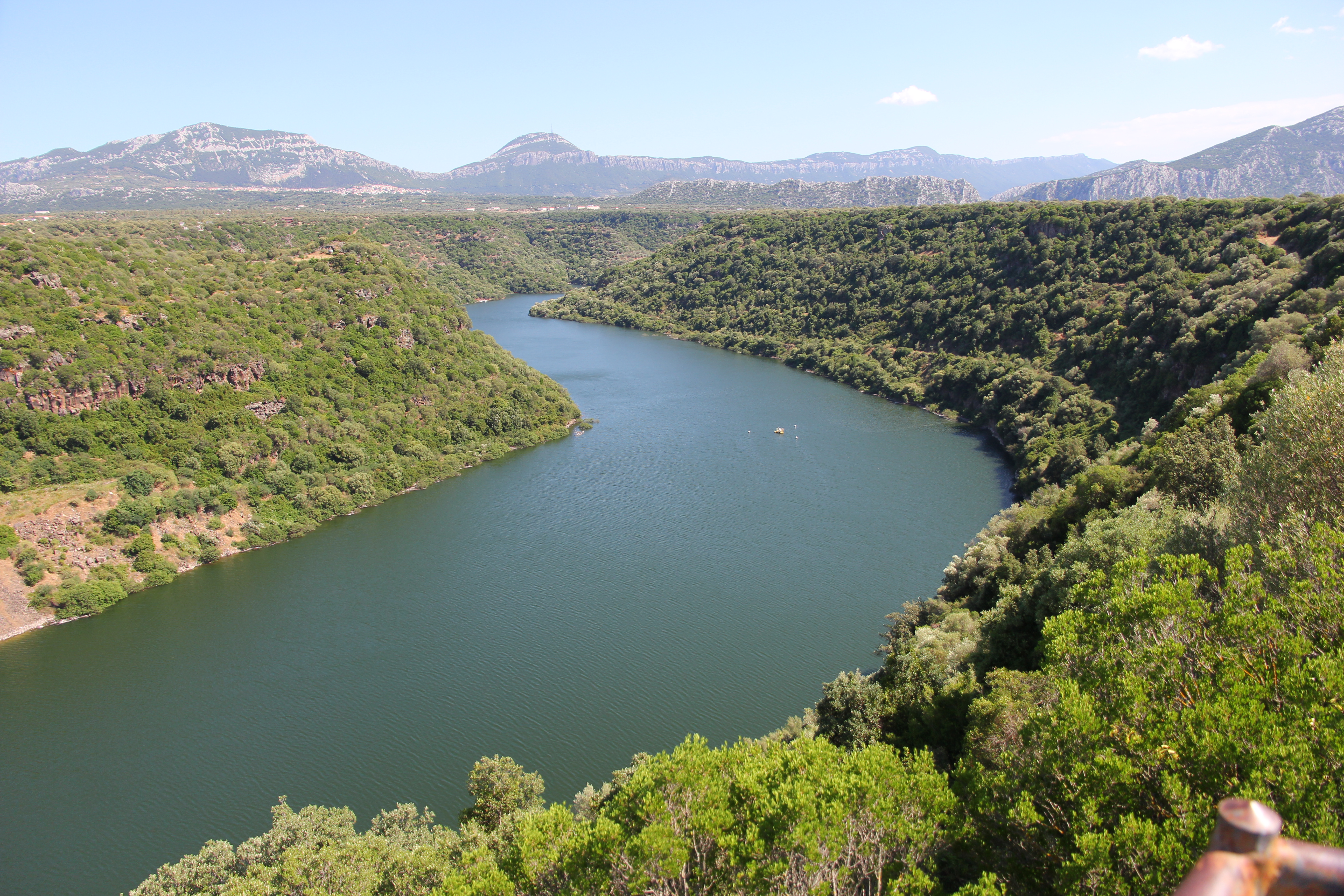
Le lac du Cedrino

Afin de réguler son débit, en 1984 un barrage artificiel est construit  ( Diga di Pedra 'e Othoni) à proximité de Dorgali, créant un bassin artificiel  d'environ 0,95 km2.